# Hedera
- Commons
- Wikispecies

Hedera L. é um gênero botânico da família Araliaceae. Compreende as plantas comumente chamadas heras.

## Espécies
| - Hedera algeriensis - Hedera azorica - Hedera canariensis - Hedera caucasigena - Hedera colchica - Hedera cypria - Hedera helix - Hedera hibernica | - Hedera maderensis - Hedera maroccana - Hedera nepalensis - Hedera pastuchowii - Hedera rhombea - Hedera sinensis - Hedera taurica |

- «Lista completa»

## Classificação do gênero
| Sistema | Classificação                      | Referência               |
| ------- | ---------------------------------- | ------------------------ |
| Linné   | Classe Pentandria, ordem Monogynia | Species plantarum (1753) |